# Quargnento
Quargnento (italià) o Quargnent (piemontès) és un municipi al territori de la província d'Alessandria, a la regió del Piemont (Itàlia). Limita amb els municipis d'Alessandria, Castelletto Monferrato, Cuccaro Monferrato, Felizzano, Fubine, Lu, San Salvatore Monferrato i Solero.

## Galeria fotogràfica

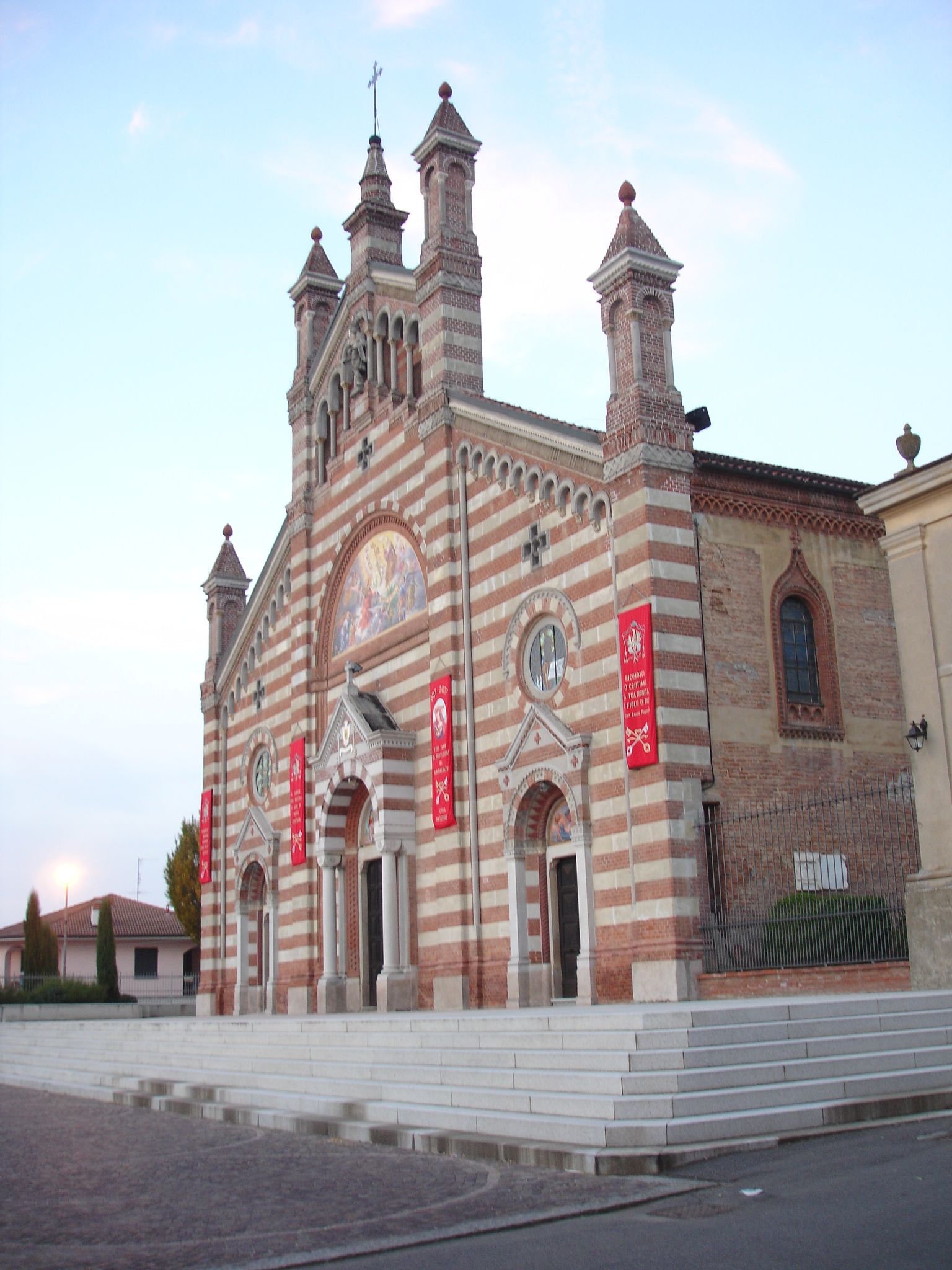
Basílica de San Dalmazio
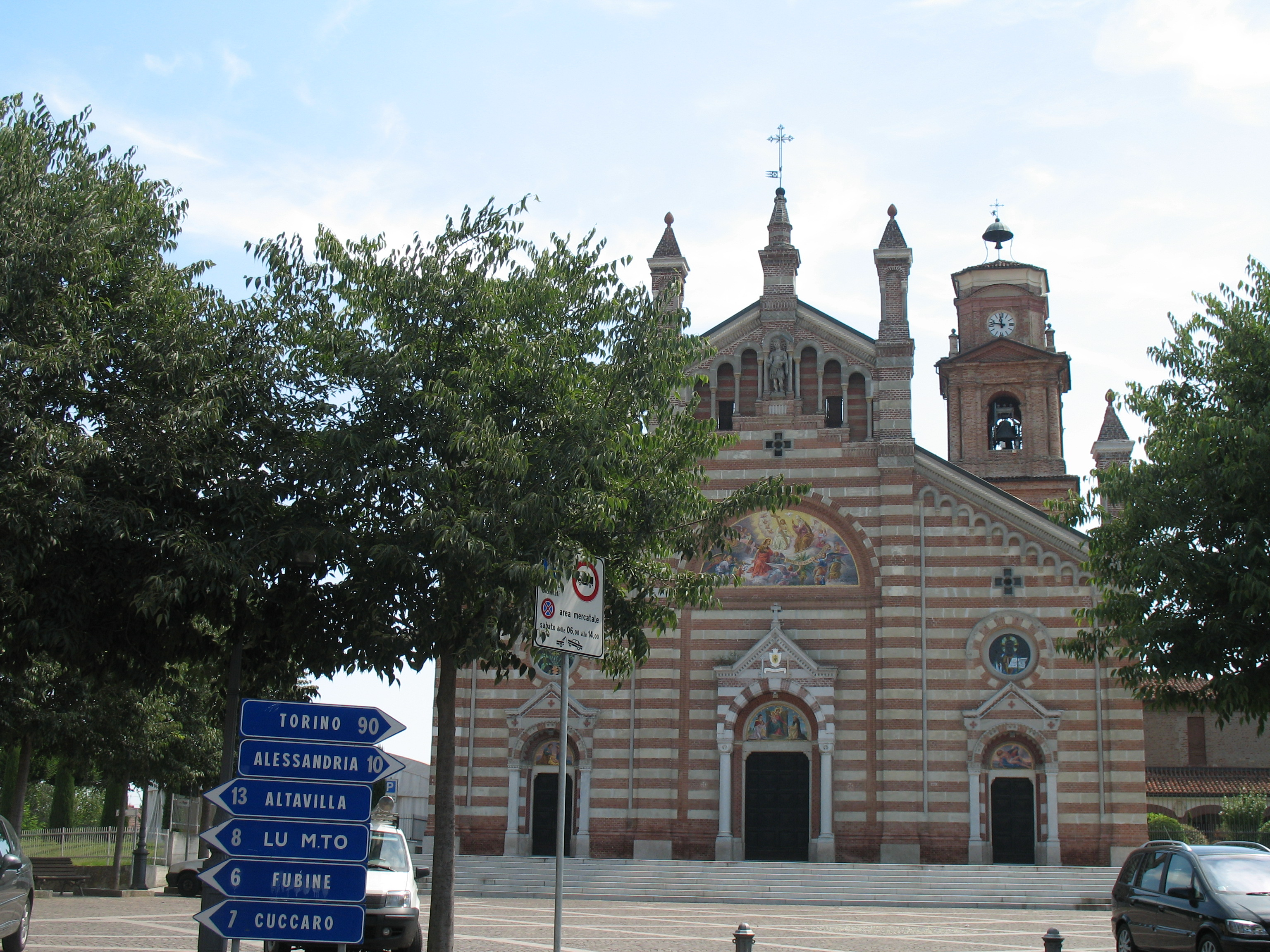
Façana principal de la basílica
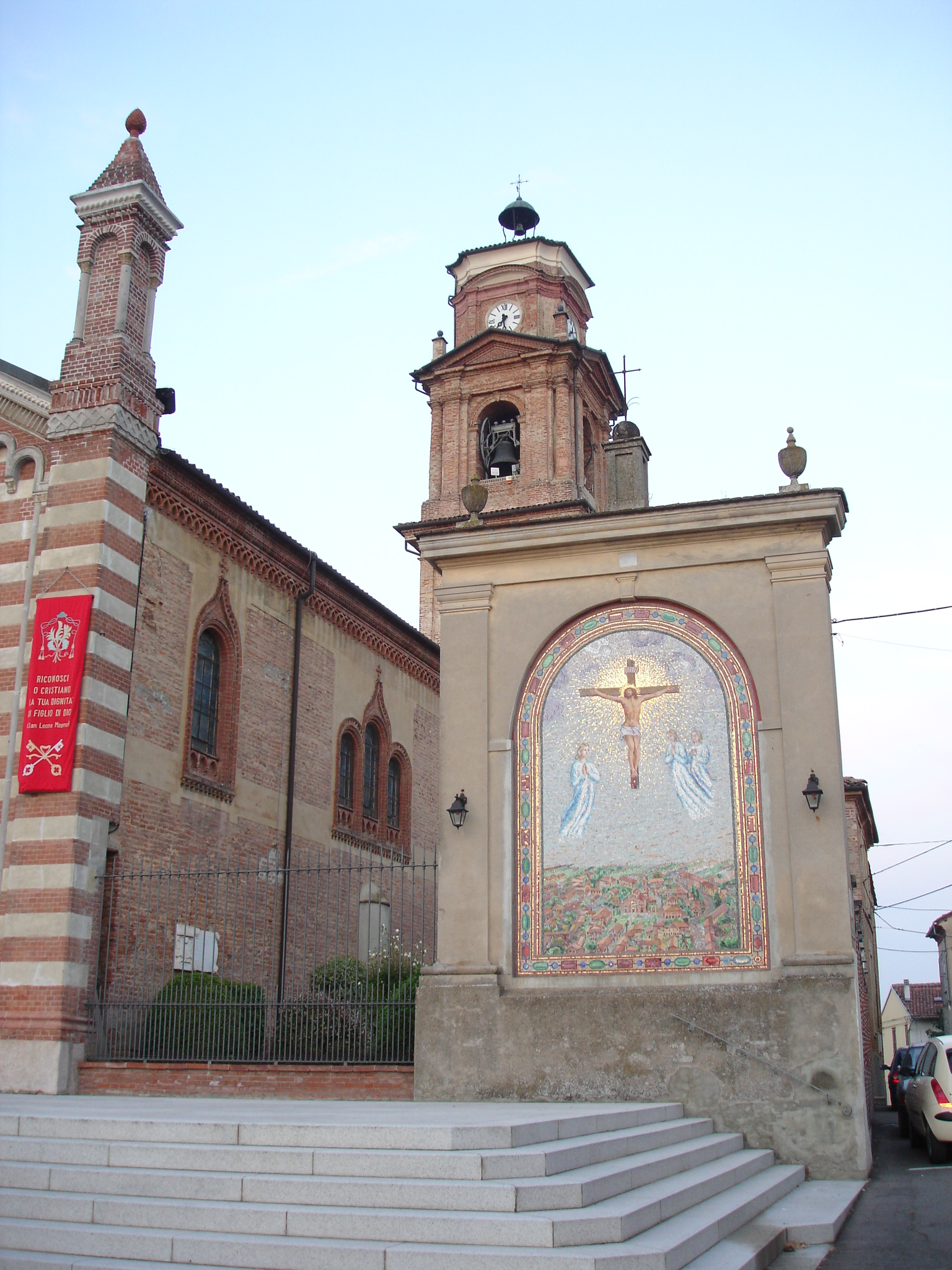
Mosaic i campanar